# Монако на Европском првенству у атлетици на отвореном 2016.
Монако је учествовао на 23. Европском првенству 2016. одржаном у Амстердаму, Холандија, од 6. до 19. јулa.
Ово је било шесто европско првенство у атлетици на отвореном на којем је Монако учествовао. Репрезентацију Монака представљао је један атлетичар који се такмичио у трчању на 800 метара.
Представник Монака није освпјио ниједну медаљу, а поправио је свој најбољи резултат сезоне.

## Учесници
| Дисциплина | Мушкарци | Жене |
| ---------- | -------- | ---- |
| 800 м      | Брис Ете |      |

## Резултати

### Мушкарци
| Атлетичар | Дисциплина | Лични рекорд | Квалификације | Квалификације | Полуфинале           | Полуфинале           | Финале               | Финале      | Детаљи |
| Атлетичар | Дисциплина | Лични рекорд | Резултат      | Место         | Резултат             | Место                | Резултат             | Место       | Детаљи |
| --------- | ---------- | ------------ | ------------- | ------------- | -------------------- | -------------------- | -------------------- | ----------- | ------ |
| Брис Ете  | 800 м      | 1:47,03 НР   | 1:50,53 ЛРС   | 7 у гр. 4     | Није се квалификовао | Није се квалификовао | Није се квалификовао | 23/ 29 (30) |        |